# Greda
La greda és una argila sorrenca utilitzada especialment per a fer terrissa. És un piroclast, és a dir, és un antic esquitx de magma que va emetre el volcà al llarg de les fases explosives durant l'erupció.
També s'anomena greda a l'escòria piroclàstica (antic esquitx de magma que va emetre el volcà al llarg de les fases explosives durant l'erupció) que posseeix un color vermellós en la regió més propera a la xemeneia volcànica on la calor del magma va accelerar els processos d'oxidació que donen el color característic del ferro oxidat. La greda té una mida inferior a 64 mm i és molt porosa. Aquest mot s'usa especialment amb relació a la regió volcànica d'Olot.
S'empra en una mescla per a fer guixos escolars.